# Orlík (Sudislav nad Orlicí)
Orlík (německy Orlik) je osada, část obce Sudislav nad Orlicí v okrese Ústí nad Orlicí. Nachází se asi dva kilometry severozápadně od Sudislavi nad Orlicí. Orlík leží v katastrálním území Sudislav nad Orlicí o výměře 6,43 km².

## Historie
První písemná zmínka o vesnici pochází z roku 1311.